# Stangental
Stangental ist eine Ortschaft sowie in der Schreibung Stangenthal eine Katastralgemeinde in Lilienfeld in Niederösterreich.

## Geographie
Der Ort liegt westlich von Lilienfeld in einer schmalen Aufweitung des Traisentales.

## Geschichte
Im Jahr 1677 wurde bei Stangental ein Kalvarienberg eingeweiht, der noch heute einer der größten und schönsten Österreichs ist. Als Vorbild fungierte die Scala Santa in Rom.
Durch die Kalköfen im Hölltal ermutigt, errichteten die Architekten Heinrich von Förster und Theodor Hoppe um 1860 in Stangental eine Zementfabrik. Das Ausgangsmaterial Kalk wurde von der Klostereben anfangs mit Wägen und Hunten und ab 1883 mit einer Seilbahn hierher gebracht und die benötigte Kohle wurde im benachbarten Schrambach abgebaut. Das Zementwerk ging 1894 an die Firma Perlmooser über, die es weiter ausbauten.
Gegen Ende des Zweiten Weltkrieges wurden in der Firma Oberleitner & Schneider ungarische Juden als Zwangsarbeiter beschäftigt und in einem Lager untergebracht. Bei einem „Evakuierungsmarsch“ ins KZ Mauthausen wurden diese im Zuge des Massakers im Schliefaugraben von SS-Männern niedergemetzelt.
Ein Starkregen drohte im September 2007 die Siedlungen Schrambach und Stangental zu überfluten. Lilienfeld wurde zum Katastrophengebiet erklärt.